# Lobo (2008)
Lobo é uma telenovela filipina produzida e exibida pela ABS-CBN, cuja transmissão ocorreu em 2008.

## Elenco
- Angel Locsin — Lyka Raymundo-Ortega
- Piolo Pascual — Noah Ortega
- Shaina Magdayao — Gabrielle Dizon
- Geoff Eigenmann — Alec Aramon/Ramon